# Jason Faunt
Jason Patrick Faunt (Chicago, 20 novembre 1974) è un attore e doppiatore statunitense.

## Filmografia parziale

### Attore
Cinema
- An Easter Bunny Puppy, regia di David DeCoteau (2013)
- A Talking Pony!?!, regia di David DeCoteau (2013)
- Reclusion, regia di Norman Lesperance (2016)
- Bad People, regia di Alex Petrovitch (2016)
- Enuattii, regia di Rashaad Santiago (2017)
- Star Trek Renegades OMINARA, regia di Tim Russ (2021)

Televisione
- Port Charles - 2 episodi (2000)
- The Wrong Child - film TV (2016)
- 666: Teen Warlock - film TV (2016)
- Mai fidarsi di quel ragazzo (The Wrong Friend) - film TV (2018)
- Mai fidarsi di una bionda (The Wrong Mr. Right) - film TV (2021)

### Doppiatore
- Power Rangers Time Force - 40 episodi (2001)
- Power Rangers Wild Force - 4 episodi (2002)
- Resident Evil: Vendetta (Biohazard: Vendetta) (2017)